# Charles Godard d'Aucour de Plancy
Pour les articles homonymes, voir Aucour et Plancy.
Charles Godard d'Aucour de Plancy, né le 4 janvier 1809 à Paris et mort le 2 octobre 1890 à Faÿ, est un homme politique français.

## Biographie
Frère d'Auguste Godard d'Aucour de Plancy, il nait au palais des Tuileries où réside son grand-père maternel, Charles-François Lebrun, duc de Plaisance. Son père Adrien Godard d'Aucour de Plancy est préfet et auditeur au Conseil d’État. Il entre à sa suite dans l'administration, devenant en 1835 sous-préfet de Saint-Brieuc, puis des Andelys en 1838 et de Clermont en 1839. Il démissionne en 1848. Il est député de l'Oise de 1849 à 1870, siégeant à droite et soutenant le Second Empire. Il est aussi maire d'Agnetz et conseiller général du canton de Clermont. À la fin du Second Empire, il se rapproche du Tiers-Parti et signe l'adresse des 116.